# Dennis Hoey
Dennis Hoey, nombre artístico de Samuel David Hyams, (Londres, 30 de marzo de 1893 – Palm Beach, 25 de julio de 1960) fue un actor británico.

## Biografía
Hoey nació como Samuel David Hyams en Londres, hijo de Ellis y Leah (Green) Hyams, ambos de ascendencia judía rusa, que regentaban un Hostal en Brighton. Estudió en el Brighton College y originalmente pensaba convertirse en profesor.
Sirvió en el ejército británico durante la Primera Guerra Mundial. Después de una carrera como cantante, que incluyó entretener a las tropas británicas durante su servicio de guerra, Hoey comenzó a actuar en el escenario en 1918 y más tarde pasó al cine.
En 1931 se mudó a Estados Unidos y comenzó a aparecer en películas de Hollywood. El papel por el que más se le recuerda es el del inspector Lestrade, en seis de las películas de Sherlock Holmes dirigidas por Roy William Neill entre 1939 y 1946. Murió en Palm Beach en 1960.

## Filmografía parcial
- The Maid of the Mountains de Lupino Lane (1932)
- Baroud de Rex Ingram, Alice Terry (1933)
- My Old Duchess de Lupino Lane (1933)
- Chu Chin Chow de Walter Forde (1934)
- Confirm or Deny de Archie Mayo, Fritz Lang (1941)
- A Yank in the R.A.F. de Henry King (1941)
- El hijo de la furia de John Cromwell (1942)
- This Above All de Anatole Litvak (1942)
- Cairo de W. S. Van Dyke (1942)
- Sherlock Holmes and the Secret Weapon de Roy William Neill (1942)
- Forever and a Day de Edmund Goulding, Cedric Hardwicke (1943)
- Frankenstein Meets the Wolf Man de Roy William Neill (1943)
- Sherlock Holmes Faces Death de Roy William Neill (1943)
- The Spider Woman de Roy William Neill (1943)
- Uncertain Glory de Raoul Walsh (1944)
- The Pearl of Death de Roy William Neill (1944)
- National Velvet de Clarence Brown (1944)
- The Keys of the Kingdom de John M. Stahl (1944)
- The House of Fear de Roy William Neill (1944)
- A Thousand and One Nights de Alfred E. Green (1945)
- Kitty de Mitchell Leisen (1945)
- Tarzan and the Leopard Woman de Kurt Neumann (1946)
- Terror by Night de Roy William Neill (1946)
- She-Wolf of London de Jean Yarbrough (1946)
- Anna and the King of Siam de John Cromwell (1946)
- Roll on Texas Moon de William Witney (1946)
- The Strange Woman de Edgar G. Ulmer (1946)
- Golden Earrings de Mitchell Leisen (1947)
- The Foxes of Harrow de John M. Stahl (1947)
- Christmas Eve de Edwin L. Marin (1947)
- Where There's Life de Sidney Lanfield (1947)
- If Winter Comes de Victor Saville (1947)
- Ruthless de Edgar G. Ulmer (1948)
- Juana de Arco de Victor Fleming (1948)
- Wake of the Red Witch de Edward Ludwig (1948)
- Bad Men of Tombstone de Kurt Neumann (1949)
- The Secret Garden de Fred M. Wilcox (1949)
- The Kid from Texas de Kurt Neumann (1950)
- David and Bathsheba de Henry King (1951)
- Caribbean de Edward Ludwig (1952)
- Plymouth Adventure de Clarence Brown (1952)